# 缟状云

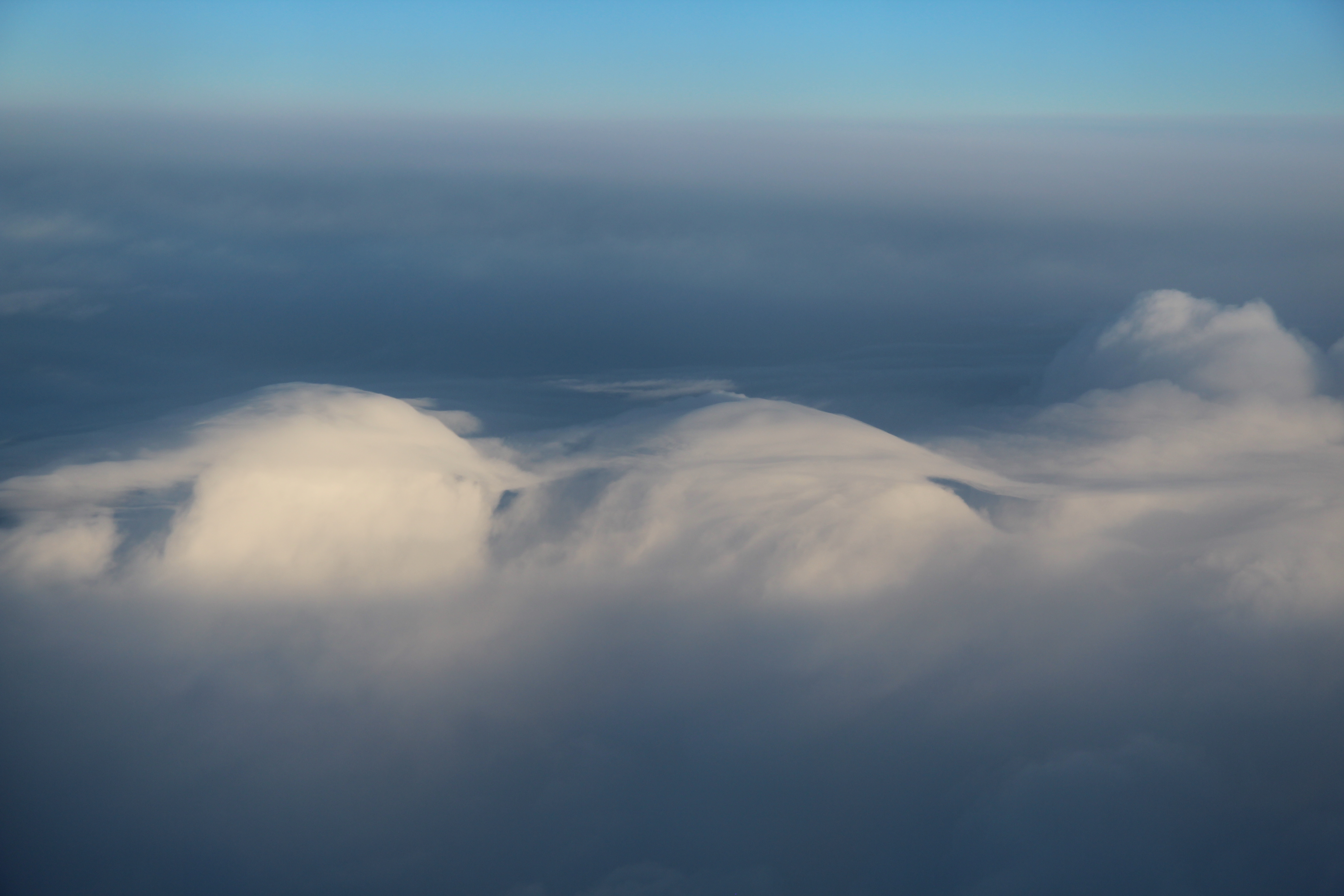
积雨云云顶上的缟状结构

缟状云（学名：Velum，缩写： vel )，是一种云的附属结构，主要见于浓积云及积雨云顶。常呈纱状、盖状且向水平伸展，存在于一块或多块积状云的上方，与其直接相连或相隔一段很小的距离。缟状云往往也会被这些积状云的云顶穿透。